# Jáder Obrian
Jáder Obrian, né le 18 mai 1995 à Maria La Baja en Colombie, est un footballeur colombien qui joue au poste d'ailier à l'Austin FC en MLS.

## Biographie
En 2019, il inscrit avec le club d'Águilas Doradas deux buts en Copa Sudamericana. Il marque ainsi contre le club colombien de l'Oriente Petrolero puis contre l'équipe argentine du CA Independiente.
En 2021, il est transféré au FC Dallas. Il joue son premier match en Major League Soccer le 18 avril 2021, lors de la réception des Rapids du Colorado (score : 0-0). Il inscrit son premier but en MLS le 2 mai 2021, lors de la réception des Timbers de Portland (victoire 4-1). Le 15 septembre 2021, il marque son premier doublé en MLS, sur la pelouse du New York City FC, permettant à son équipe de faire match nul (3-3). Quatre jours plus tard, il récidive en marquant un nouveau doublé sur la pelouse du Dynamo de Houston, mais il ne peut toutefois empêcher la défaite de son équipe, 3-2. Il marque un total de neuf buts en MLS au cours de l'année 2021.